# Willem Otto Adriaan Koster
Willem Otto Adriaan Koster (Utrecht, 30 april 1884 – Zeist, 14 juli 1947) was een Nederlandse liberaal en nationaalsocialistisch politicus.

## Levensloop
Kosters vader is onbekend; hij kreeg de familienaam van zijn ongehuwde moeder. Hoewel hij rooms-katholiek werd opgevoed, zou hij zonder godsdienst door het leven gaan. Hij behaalde de hoofdakte van de onderwijzersopleiding en aansluitend de akten MO staatsinrichting en geschiedenis. Als onderwijzer was hij werkzaam in Den Haag, als leraar geschiedenis en staatswetenschappen te Voorburg. Na 1915 nam zijn carrière een nieuwe wending: hij vestigde zich te Schiedam als fabrikant van vuurvaste stenen. Daarna vervulde hij diverse directiefuncties in de keramische industrie.
In de periode 1915-1918 had hij zitting in de Tweede Kamer voor de Vrijzinnig-Democratische Bond (VDB). Hiervan was hij tussen 1911 en 1918 ook de algemeen secretaris. Daarnaast was hij geruime tijd redacteur van het partijorgaan De Vrijzinnig-Democraat. Van 1915 tot 1918 was hij lid van het hoofdbestuur van de VDB. Voor deze partij zat hij van 2 september 1919 tot 27 maart 1922 in de gemeenteraad van Den Haag.
In 1933 werd hij onder stamboeknummer 1388 lid van de Nationaal-Socialistische Beweging in Nederland (NSB) van Anton Mussert. Vanwege zijn politieke verleden kwam hij in aanmerking om soortgelijke activiteiten voor de NSB te verrichten. Voor het lidmaatschap van de Tweede Kamer namens de NSB bedankte hij echter in juni 1937. Wel aanvaardde hij namens de NSB een zetel in Provinciale Staten van Gelderland, welke hij innam van 2 juli 1935 tot 1 september 1941. Binnen de NSB bekleedde hij de functies van hoofd Afdeling IV (Sociale Zaken) en leider van de Raad voor Volkshuishouding. Na de capitulatie van het Nederlandse leger op 14 mei 1940 adviseerde hij Mussert om de activiteiten van de NSB geheel stop te zetten.
In de tweede helft van 1939 speelde Koster een doorslaggevende rol rond de Nederlandse vertaling van Hitlers boek Mein Kampf. George Kettmann, die de vertaling had laten maken door Steven Barends en die het boek onder de titel Mijn Kamp wilde laten verschijnen bij zijn uitgeverij De Amsterdamsche Keurkamer, had niet de financiële middelen om een dergelijk groot project uit te voeren. Hij wendde zich tot Koster, die bereid bleek de uitgave voor te financieren. Later kregen Kettmann en Koster een conflict hierover, dat pas in 1942 na ingrijpen van de Sicherheitsdienst (ingeschakeld door Kettmann) werd opgelost.
 Portaal: Fascisme en nationaalsocialisme in Nederland · Fascisme · Nationaalsocialisme
- Biografisch Portaal: 56184263
- Parlement.com: vg09ll2h19wu